# Odeon (Kos)

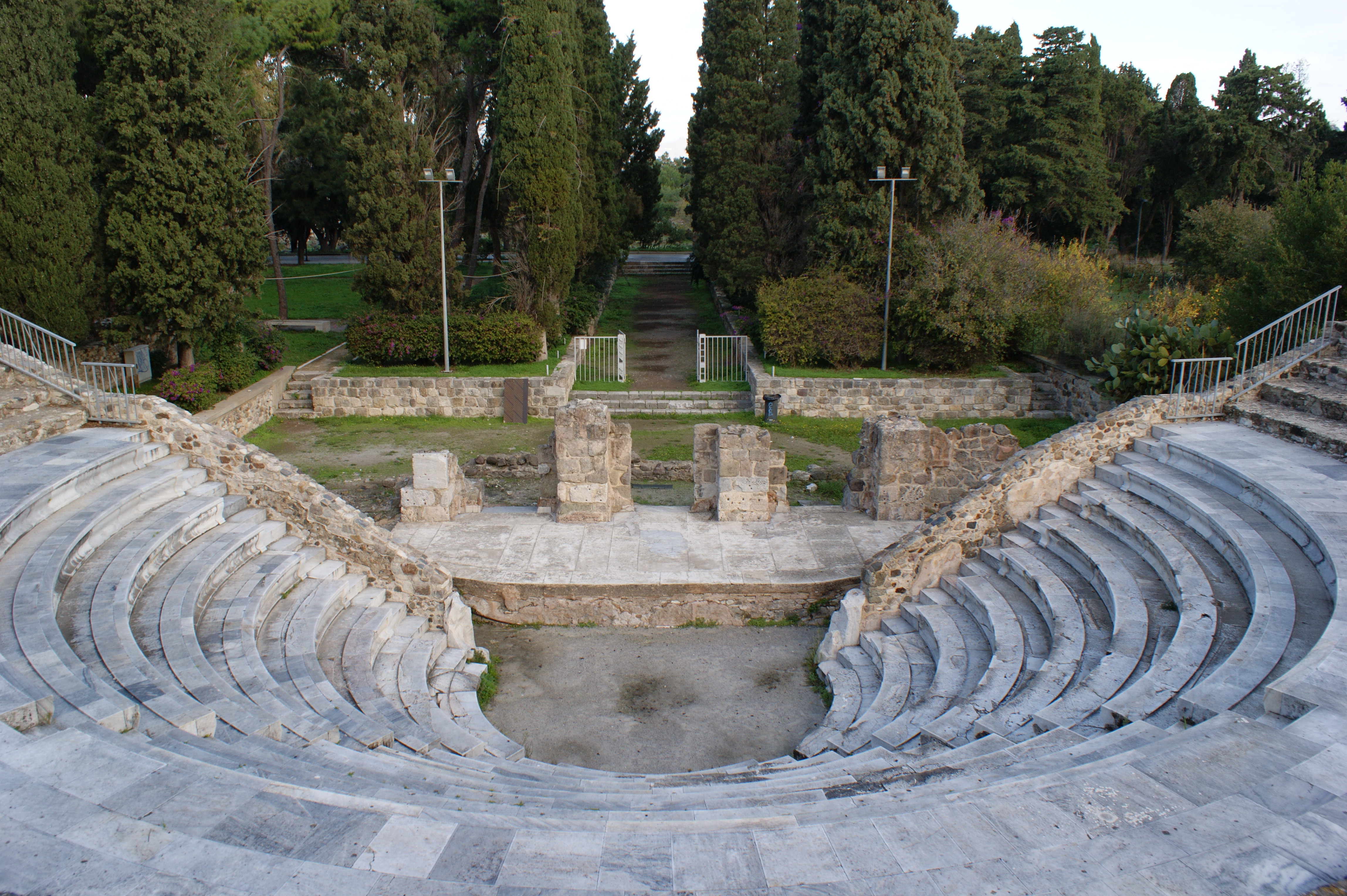
Odeon in Kos, Blick vom obersten Rang auf die Bühne

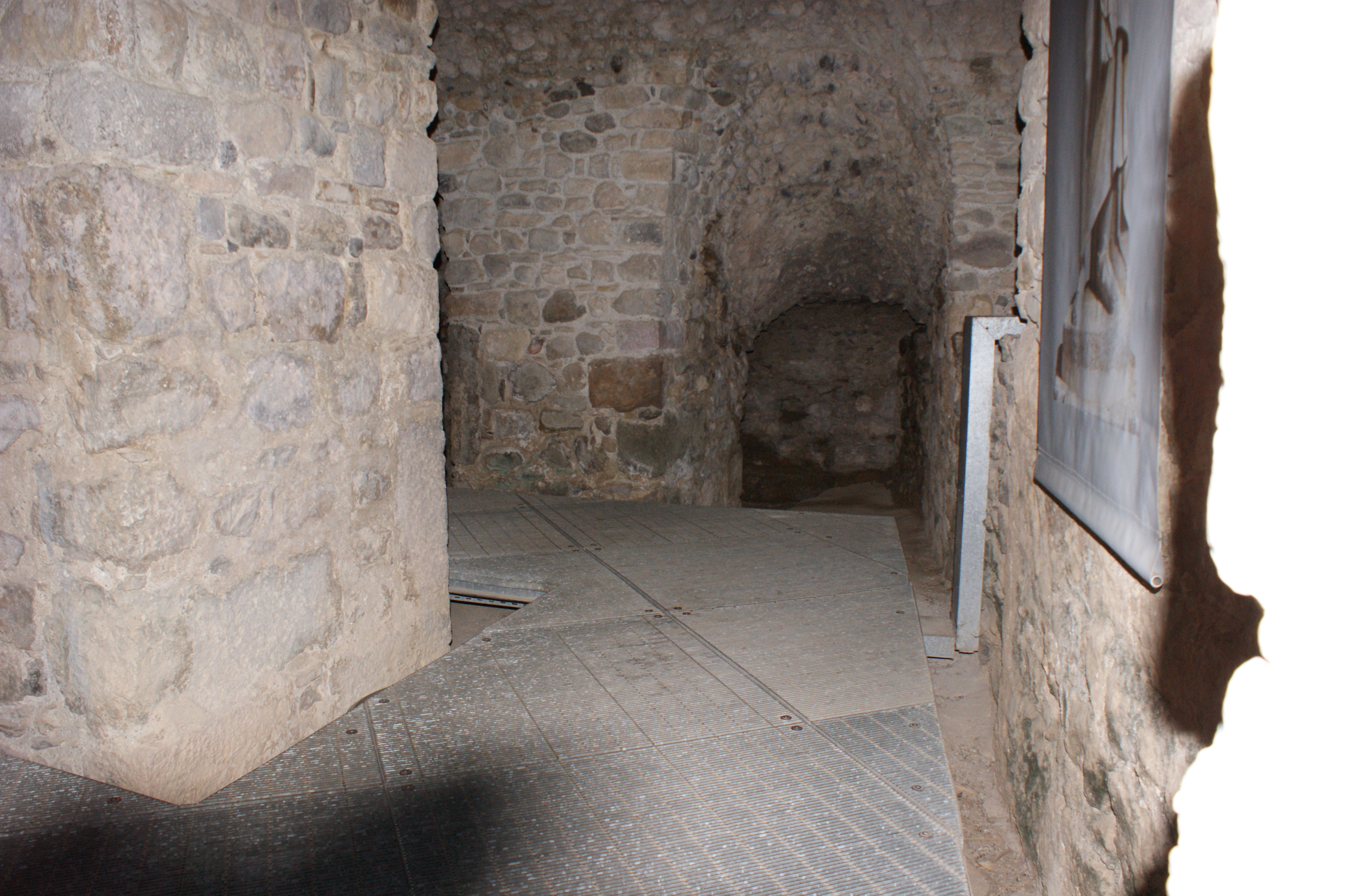
Im Inneren des Odeon

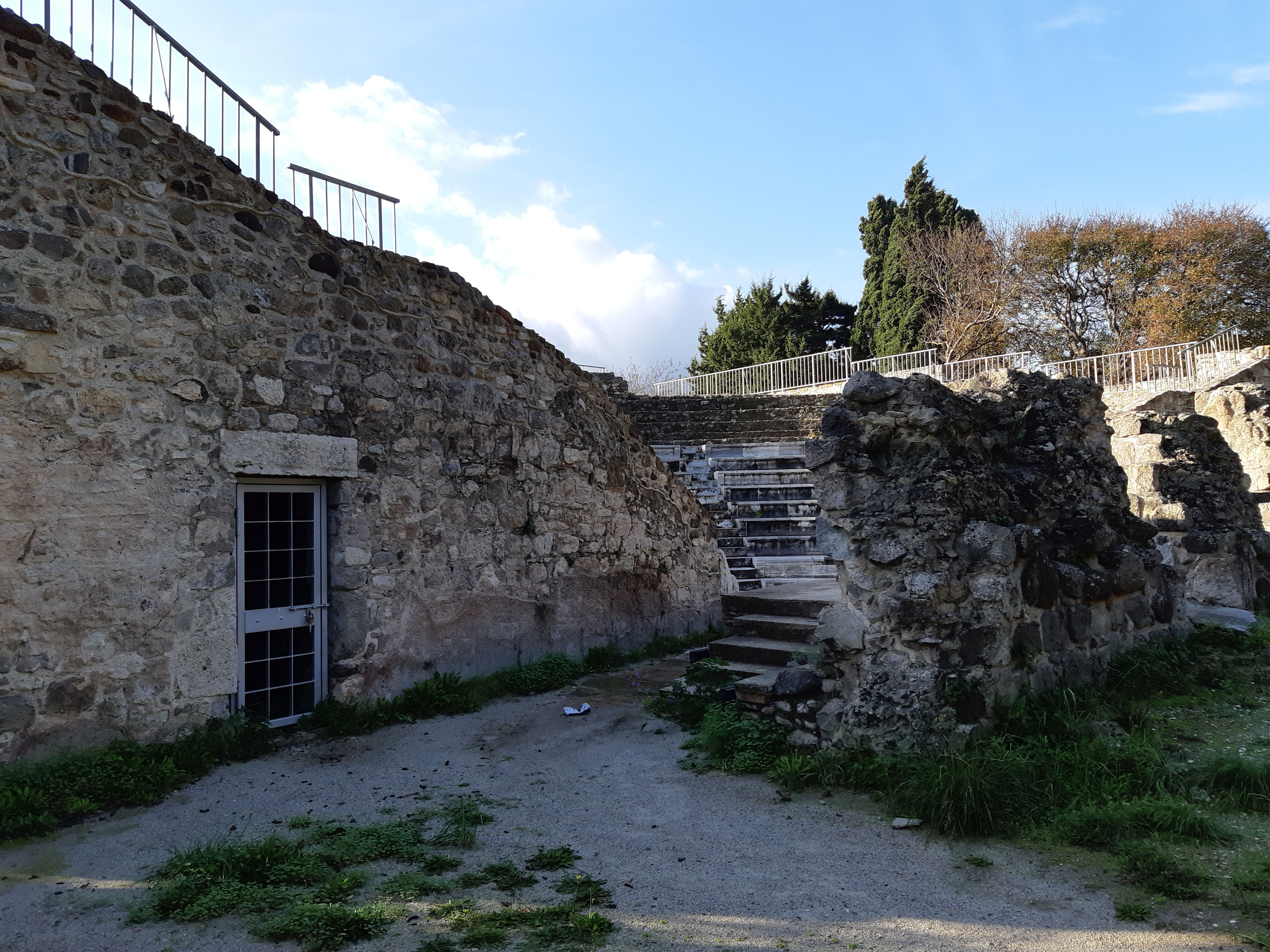
Links einer der beiden früheren Bühnenzugänge vom und ins Untergeschoss des Odeon

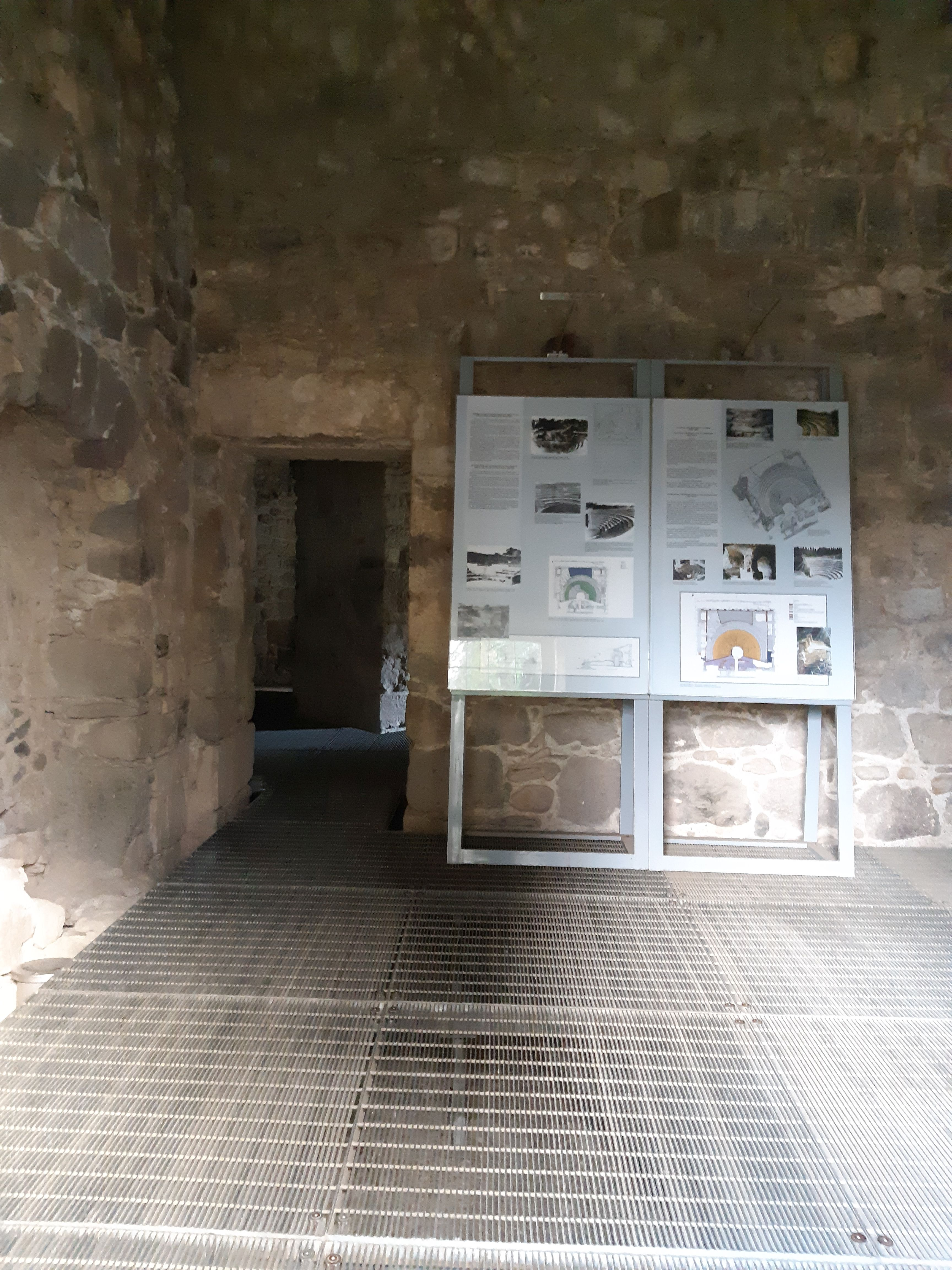
Untergeschoss mit einem Teil der Ausstellung

Das Odeon in Kos (Odeum, griechisch Ρωμαϊκό ωδείο Römisches Odeon) ist eine bedeutende archäologische Stätte in der Stadt Kos auf der Insel Kos. Für Interessierte besonders reizvoll ist, dass in der Anlage heute wieder kulturelle Veranstaltungen stattfinden.

## Lage
Das antike Gebäude aus römischer Zeit liegt knapp 600 m in südwestlicher Richtung vom Hafen von Kos gesehen auf etwa 11 Meter über dem Meeresspiegel, am Rande des Siedlungsgebietes der heutigen Stadt. Einige Meter vor dem Ausgrabungsfeld führt die Hauptstraße Grigoriou E‘ vorbei. In nächster Nähe liegen östlich mehrere Besucherparkplätze, die katholische Kirche und der Friedhof (Gedenkstein an das Massaker von Kos), die orthodoxe Kapelle Agios Ioannis und die Casa Romana sowie auf der anderen Straßenseite die westliche Ausgrabungsstätte (Western Archeological Site) mit der Akropolis, Decumanus, Nymphäum und dem Gymnasion mit ehemals überdachter Sportstätte (Xistós drómos). Der Altar des Dionysos, des Gottes des Weines, der Freude, der Trauben, der Fruchtbarkeit, des Wahnsinns und der Ekstase sowie des Theaters, ist nur 400 Meter nordöstlich vom Odeon entfernt.
Zur Zeit der Errichtung des Odeons lag dieses am südwestlichen Rand des römischen Teils der Stadt Kos.

## Anlage / Gebäude
Das Odeon wurde vermutlich im 2. Jahrhundert nach Christus erbaut. Das Gebäude soll als Ersatz für ein anderes, älteres öffentliches Gebäude erbaut worden sein. Das Odeon wurde beim Erdbeben 142 n. Chr. beschädigt und noch während der Regierungszeit des Kaisers Antoninus Pius (138 bis 161) repariert. Das Odeon war ursprünglich 29,9 Meter lang und 31,9 Meter breit sowie 12 Meter hoch. Es war für etwa 750 Besucher ausgelegt und überdacht. Es diente nicht nur für öffentliche kulturelle Veranstaltungen, sondern war auch Sitz des örtlichen Ältestenrats. Das Odeon war mit Marmorstatuen und Mosaiken geschmückt. Eine hier gefundene, oft als Hippokrates gedeutete Porträtstatue befindet sich im Archäologischen Museum von Kos (Inventarnummer 32).
Die noch heute sichtbare Bühne vor den halbrunden Sitzreihen des Odeon ist zweigeteilt und es führen vom hinteren Teil in den vorderen Teil (Proskenion) drei Durchgänge. Links und rechts des Odeons waren zudem Zugänge in den unteren Bereich (heute Ausstellungsräume), die von der Bühne leicht erreicht werden konnten.
Die Ausgrabungen an diesem Objekt wurden 1929, noch vor dem großen Erdbeben von 1933, durch welches die Stadt Kos weitgehend zerstört wurde, vorgenommen. Die Ausgrabungen und Aufbauarbeiten für das Odeon wurden von der italienischen Besatzungsmacht unter Leitung des Archäologen Luciano Laurenzi abgeschlossen (italienische Besetzung der Insel von 1912 bis 1943).
Die heutige Anlage besteht aus dem wiederaufgebauten römischen Odeon und einem kleinen Ausgrabungsfeld. Der historische Teil des Odeon selbst stammt etwa aus dem 2. Jahrhundert n. Chr. Die bauliche Anlage nimmt etwa eine Fläche von 900 m² ein. Das wiederaufgebaute Odeon hat eine Länge von rund 22 m (mit Bühne) und ist etwa 25 m breit. Unterhalb des wiederaufgebauten Odeons befinden sich heute Ausstellungsräume. Wichtige Restaurierungs- und Erhaltungsarbeiten wurden in den letzten Jahrzehnten mit Unterstützung der Europäischen Union ausgeführt.